# A Naifa
A Naifa (Portugal, 2004-2014), foi um projeto musical português que conjugava as linguagens clássicas do fado com a pop-rock.

## História
O grupo foi fundado por Luís Varatojo, Maria Antónia Mendes, João Aguardela e Vasco Vaz. As canções do grupo foram criadas a partir de poemas de vários autores e autoras portugueses, tais como Adília Lopes, Eduardo Pitta, José Luís Peixoto e José Mário Silva.
Em 2004, foi lançado o álbum de estreia, Canções Subterrâneas. 3 Minutos Antes de a Maré Encher, lançado em 2006, foi o segundo disco do grupo.
O disco Uma Inocente Inclinação Para o Mal foi editado em 2008. As letras foram da autoria de João Aguardela, sob o pseudónimo de Maria Rodrigues Teixeira.
O baixista da banda João Aguardela viria a falecer, a 20 de Janeiro de 2009, vítima de cancro no estômago, no Hospital da Luz em Lisboa. Foi então lançado um livro que incluía um DVD ao vivo. O livro procurou retratar o universo d’A Naifa, visto de dentro e de fora. O DVD continha um concerto, gravado na digressão de 2008, e um documentário, produzido em 2006.
Após a morte de João Aguarela, o grupo continuou com os novos integrantes: Sandra Baptista (baixo) e Samuel Palitos, tendo tocado no Festival Womad e dado vários concertos no continente africano: na Namíbia e no Botswana.  Não se deitam comigo corações obedientes foi o primeiro disco d’A Naifa sem João Aguardela, lançado em 2012. A banda terminou em 2014.

## Integrantes
- Luís Varatojo (guitarra portuguesa)
- Sandra Baptista (baixo)
- Maria Antónia Mendes (vocalista)
- Samuel Palitos (bateria)

## Ex-Integrantes
- João Aguardela (baixo)
- Vasco Vaz (bateria)

## Discografia
Entre a discografia da banda encontram-se: 
- Canções Subterrâneas (2004) [6]
- 3 Minutos Antes de a Maré Encher (2006) [7]
- Uma Inocente Inclinação Para o Mal (2008)
- Não se deitam comigo corações obedientes (2012)
- As canções d'A Naifa (2013)